# A Day in the Life of a Tree
A Day in the Life of a Tree ("Un giorno nella vita di un albero") è un brano musicale composto da Brian Wilson (musica) e Jack Rieley (testo) per il gruppo pop-rock statunitense The Beach Boys. La traccia venne inclusa nel loro album del 1971 intitolato Surf's Up. La parte vocale solista venne inaspettatamente affidata a Rieley, ai tempi manager del gruppo, cantante non professionista, che infatti offrì una prova vocale alquanto incerta.

## Il  brano
A Day in the Life of a Tree è l'unica nuova composizione a firma Brian Wilson presente nell'album Surf's Up. Anche se spesso la canzone viene liquidata dai critici e dai fan come un brano minore usa e getta, per questa triste ballata, furono eseguiti numerosi tentativi di registrazione da parte di Wilson che teneva particolarmente al pezzo, una stramba ode ecologista in onore ad un albero morente (cantata dal punto di vista dell'albero stesso). La canzone viene spesso indicata come dimostrazione del deterioramento psichico di Wilson all'epoca, il quale dopo la cancellazione di SMiLE e gli insuccessi commerciali dei successivi album del gruppo, stava gradualmente rinchiudendosi sempre più in se stesso.
In una intervista del 2010 data alla rivista Rolling Stone, Andrew VanWyngarden, membro dei MGMT affermò che il brano "uscì fuori da un periodo nel quale i Beach Boys prendevano un sacco di droghe". Raccontò inoltre di aver incontrato Al Jardine, il quale gli disse che nessuno aveva voluto cantare la canzone perché era troppo deprimente, così fu il loro manager dell'epoca, Jack Rieley, a cantare il pezzo.

## Cover
La canzone è stata reinterpretata nel 1996 da Matthew Sweet per un album di beneficenza collegato alla campagna ecologista "Honor The Earth".

## Formazione
- Jack Rieley: voce solista
- Van Dyke Parks: voce verso la fine del brano
- Al Jardine: voce nella dissolvenza finale

## Curiosità
- Nel 2004 il regista britannico Martin White ha prodotto un cortometraggio animato per illustrare la canzone dei Beach Boys.[2]